# Monestir de Sant Joan les Fonts
El Monestir de Sant Joan les Fonts és una obra de Sant Joan les Fonts (Garrotxa) declarada bé cultural d'interès nacional. L'església de Sant Joan les Fonts està situada sobre un promontori, vora un meandre del riu Fluvià, prop de la població.

## Descripció
És un edifici de planta basilical amb tres naus i tres absis decorats, a l'exterior, amb arcuacions llombardes i, el central, amb columnes adossades. La nau central, més alta que no les laterals, és coberta amb volta de canó apuntada, reforçada per arcs torals que arrenquen de pilars amb semicolumnes adossades amb capitells corintis. Les naus laterals, més baixes, són cobertes amb voltes de quart de cercle. La nau central comunica amb les laterals a través d'arcs formers de mig punt que recolzen sobre columnes adossades als esmentats pilars. Fou bastida amb pedra vermellosa del país.
La porta d'accés, centrada al mur de ponent, té un timpà llis sobre llinda i muntants també llisos. Les arquivoltes, decorades, descansen sobre dos parells de columnes (les del costat dret han desaparegut, però). Posteriorment s'hi adossà un atri amb teulada a doble vessant sobre encavallades de fusta.
A la façana oriental es va enderrocar un dels absis per construir-hi la sagristia el 1752. L'altre absis lateral és senzill, decorat amb arquets de mig punt damunt els quals corre una cornisa adornada amb dents de serra i mènsules. L'absis central és el més decorat, amb arcuacions cegues que recolzen sobre semicolumnes amb capitells, un fris de dents de serra i una cornisa sobre permòdols, damunt la qual recolza el ràfec de la teulada. Al centre de l'absis s'obre una finestra amb una arquivolta sobre columnetes.
El campanar fou construït vers 1791-92, adossat al costat S de la façana. Per fer la porta s'empraren les restes d'un antic retaule. És una gran planxa de fusta on hi ha representat Sant Pere, amb vestit i túnica llarga, remarcada per grans plecs que donen a la figura volum i elegància. A la mà esquerra porta les claus simbòliques i a la dreta un llibre. El seu estat de conservació és molt dolent.
Hi ha una pica baptismal situada a la nau lateral esquerra, d'immersió; amida 1,20 m de diàmetre i 82 cm d'alçada. Antigament estava adossada a un mur lateral de l'església. va ser realitzada per un autor amb grans influències orientals (demostrades pels turbants i tocats que coronen les figures) i amb un estic arcaic. Hi foren esculpits estilitzats fullatges, la degollació dels Sants Innocents, dos homes i una dona resant, Sant Pere amb la clau simbòlica a la mà esquerra i la dreta amb actitud de beneir; s'hi pot veure les lletres gregues alfa i omega, el nom del Salvador, i les lletres M N A que alguns estudiosos han volgut veure com les inicials de l'autor; d'ésser així seria de les poques signatures romàniques que han arribat fins a nosaltres.
També hi ha tres piques sense decoració que eren utilitzades per guardar l'oli de les llanternes aportat, com ofrena, pels fidels. Dues d'elles es conserven dins de l'església monacal; la tercera davant la porta d'accés a la casa rectoral. Dues de les piques amiden 58 cm x 94,3 cm x 64 cm. La tercera: 58 cm x 77 cm x 55,5 cm.
El retaule neoclàssic, trobat pels Amics de Sant Joan les Fonts, havia estat ubicat a la paret de la nau esquerra: acollida entre els seus capitells corintis, frontons i columnes estriades a l'antiga Majestat de Sant Joan, conservada actualment en el museu de Girona. És de fusta, i fou daurat i enguixat al damunt. Actualment l'associació esmentada, té en projecte la seva restauració i possiblement ocupi, dins de l'església, el seu lloc primitiu.
Els capitells estan decorats amb fauna mitològica i els restants decorats amb fullatges (capitells corintis).

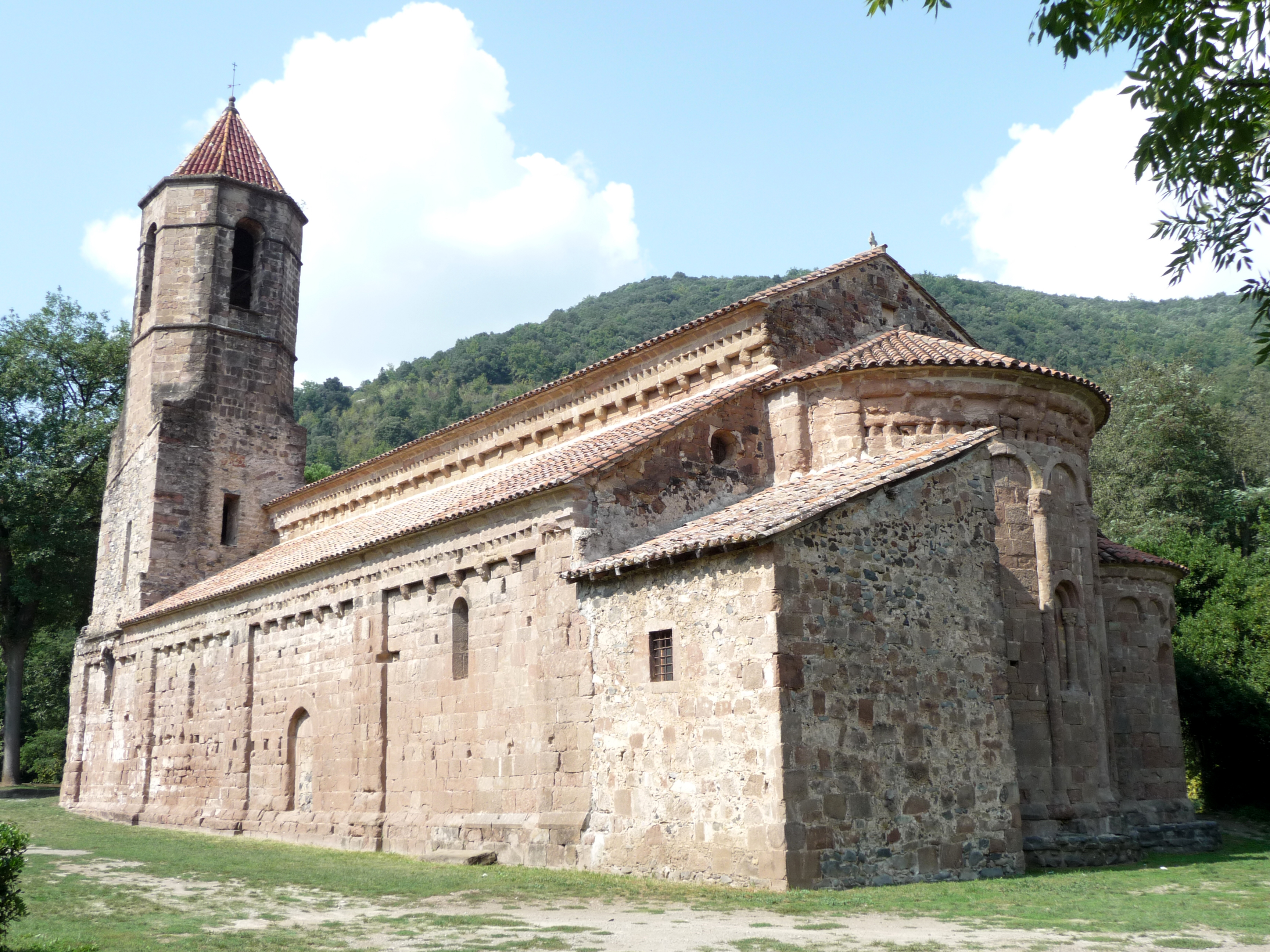
Sagristia en el lloc de l'absis sud
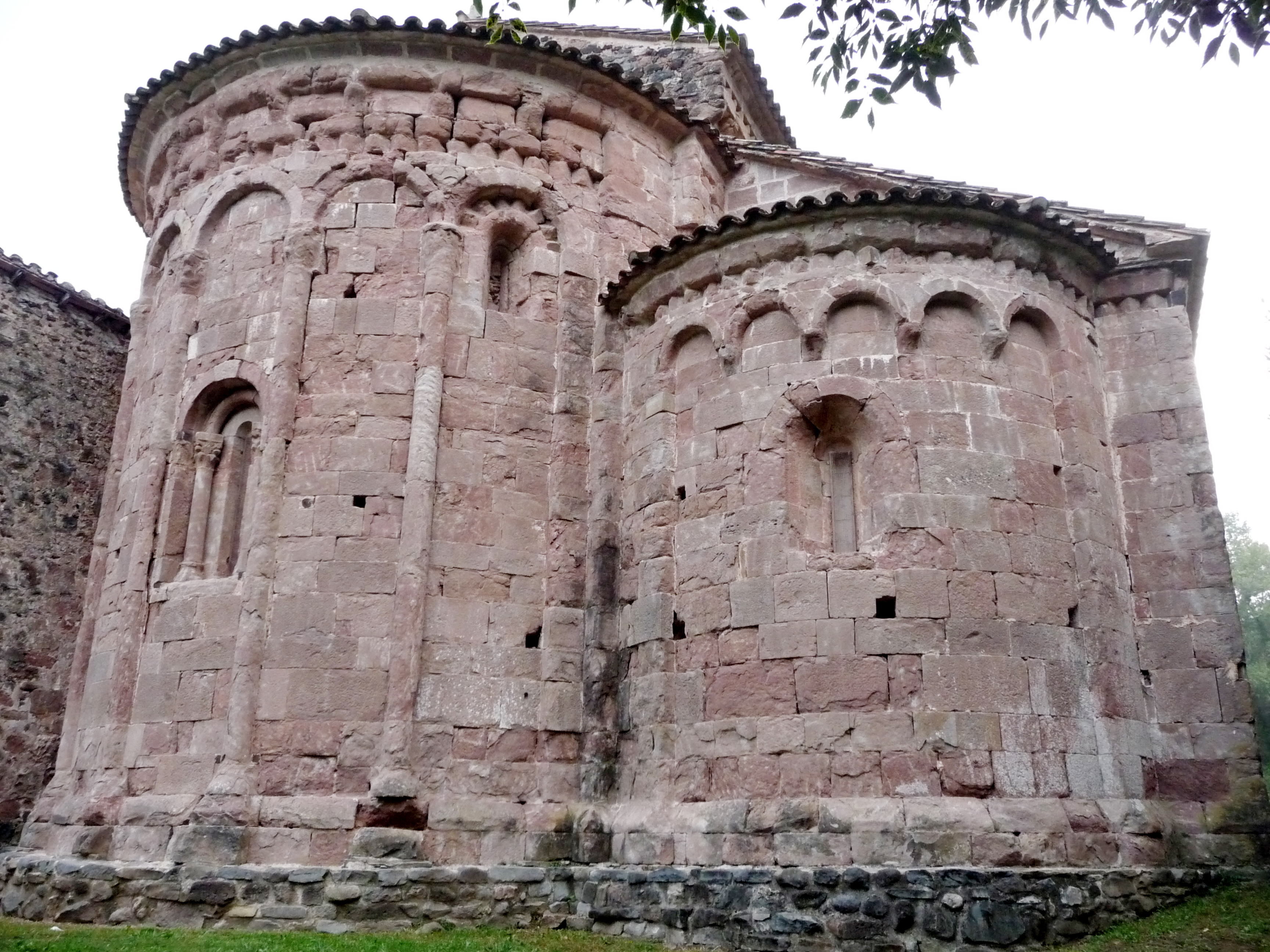
Decoració llombarda als absis central i sud

## Història

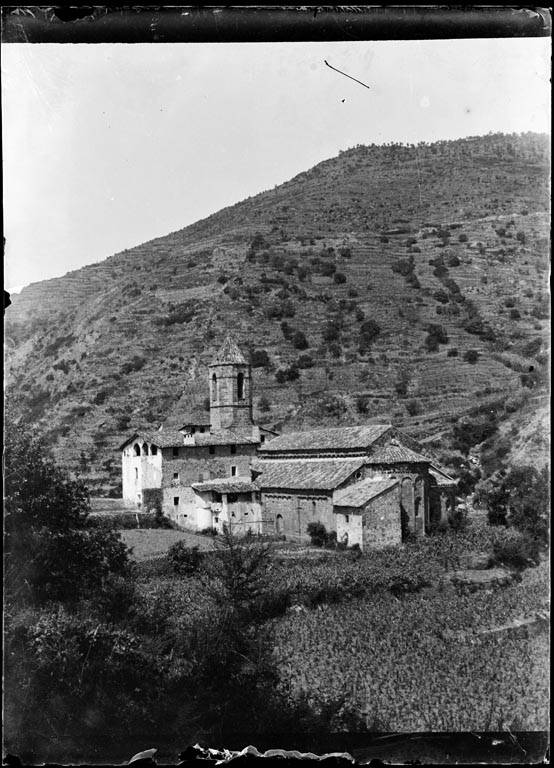
El monestir de Sant Joan les Fonts. Màrius Aguirre i Serrat-Calvó (entre 1888 i 1910).

L'església és documentada l'any 958, en què fou consagrada amb la triple advocació de sant Esteve, sant Joan i sant Miquel. L'any 1079, Udalard Bernat de Milany i Ermessenda, vescomtes de Besalú, la van cedir a l'abadia de Sant Víctor de Marsella, que hi fundà un priorat benedictí. Aquesta donació fou confirmada el 1106 pel bisbe de Girona.
L'any 1424 el priorat passà a dependre del Sant Pere de Besalú, i del 1592 a la desamortització de 1835 de Sant Pere de Camprodon. Va fer funcions de parròquia fins al 1936, però després de la guerra la parroquialitat es traslladà a la nova església del poble. L'edifici actual és una mostra de romànic tardà, acabat potser ja entrat el segle xiii, per la qual cosa la consagració del 1117 correspon a un edifici anterior.
Fou declarat monument nacional l'any 1981. L'any 2013 es van portar a terme treballs de consolidació en la zona del presbiteri aixecant el darrer paviment col·locat sobre l'antic enllosat i eliminant el desnivell interior ocasionat per les obres realitzades a mitjans del segle xx. Durant aquests treballs es va localitzar el paviment original de l'església romànica consagrada el 1117 als dos absis laterals i al principal.